# وليد اليماحي
وليد اليماحي (مواليد 19 نوفمبر 1990) لاعب كرة قدم إماراتي يجيد اللعب في الظهير الأيسر مع نادي عجمان في دوري الخليج العربي الإماراتي .
لعب سابقاً لأندية العروبة والوحدة في الفئات السنية ولعب في الفريق الأول لأندية الوحدة والجزيرة و الظفرة وبني ياس والفجيرة .

## روابط خارجية
- وليد اليماحي على موقع Soccerway.com (الإنجليزية)